# HD 39586
HD 39586，又名BD+31 1139，SAO 58569、HR 2046，是一颗恒星，视星等为5.9，位于銀經178.66，銀緯3.15，其B1900.0坐标为赤經5h 48m 29.5s，赤緯+31° 3.15′ 11″。